# 孔塞利
孔塞利（西班牙语）是西班牙巴利阿里群岛的一个市镇。总面积14平方公里，总人口2407人（2001年），人口密度172人/平方公里。